# Tasov (ort i Tjeckien, Södra Mähren)
Tasov är en ort i Tjeckien.   Den ligger i regionen Södra Mähren, i den sydöstra delen av landet, 260 km sydost om huvudstaden Prag. Tasov ligger 206 meter över havet och antalet invånare är 549.
Terrängen runt Tasov är platt åt nordväst, men åt sydost är den kuperad.Runt Tasov är det ganska tätbefolkat, med 58 invånare per kvadratkilometer. Närmaste större samhälle är Uherské Hradiště, 18,2 km norr om Tasov. Omgivningarna runt Tasov är en mosaik av jordbruksmark och naturlig växtlighet.